# Hans IJdo
Johannes Hendrik (Hans) IJdo (Amsterdam, 2 maart 1928 - Amsterdam, 23 mei 1987) was een Nederlandse beeldhouwer.

## Leven en werk
IJdo was leerling van Josef Verheyden (1941-1943) en kreeg tekenles van Pieter Zwart in Laren (1946-1947). Hij vervolgde zijn opleiding aan de Rijksakademie van beeldende kunsten in Amsterdam (1947-1951), waar hij een leerling was van onder anderen Piet Esser.
Na zijn opleiding had IJdo een eigen atelier op het Prinseneiland. Naast zijn werk als kunstenaar had hij in die tijd geregeld bijbaantjes om in een inkomen te kunnen voorzien. De verbeelde beweging en mythologie waren terugkerende elementen in zijn werk.

### Prix de Rome
IJdo deed mee aan de Prix de Rome in 1951, waar de inschrijvende kunstenaars de opdracht kregen een gedenkteken te maken ter nagedachtenis aan een oogarts. Het beeld moest uit twee personen bestaan, een blinde en een ziende. Auke Hettema behaalde de eerste plaats, IJdo werd tweede. In 1953 deed hij opnieuw mee, de opdracht was een beeld te maken voor een Landbouwhogeschool. Naast IJdo hadden Theresia van der Pant en Jan Wolkers zich ingeschreven. IJdo won de gouden medaille met zijn beeld van een bukkende vrouw die met een sikkel het koren maait. Aan deze eerste plaats was een stipendium verbonden, dat hem in staat stelde drie jaar in Nederland en Italië verder te studeren.

## Enkele werken
- De wiedster (1958), Vereniging Amateur Tuinders, Amsterdam
- De worstelaars (1959), Flevopark in Amsterdam (sinds 1960)
- De worstelaars (1959), Park Transwijk in Utrecht sinds 1967[4]
- Prometheus (1964), Beverwijk
- Phoenix (1969), Surhuisterveen
- Staalplastiek (1971), Buikslotermeerplein in Amsterdam-Noord
- De Spoed (1972), Culemborg
- Plastiek (1979), Krimpen aan den IJssel

## Fotogalerij

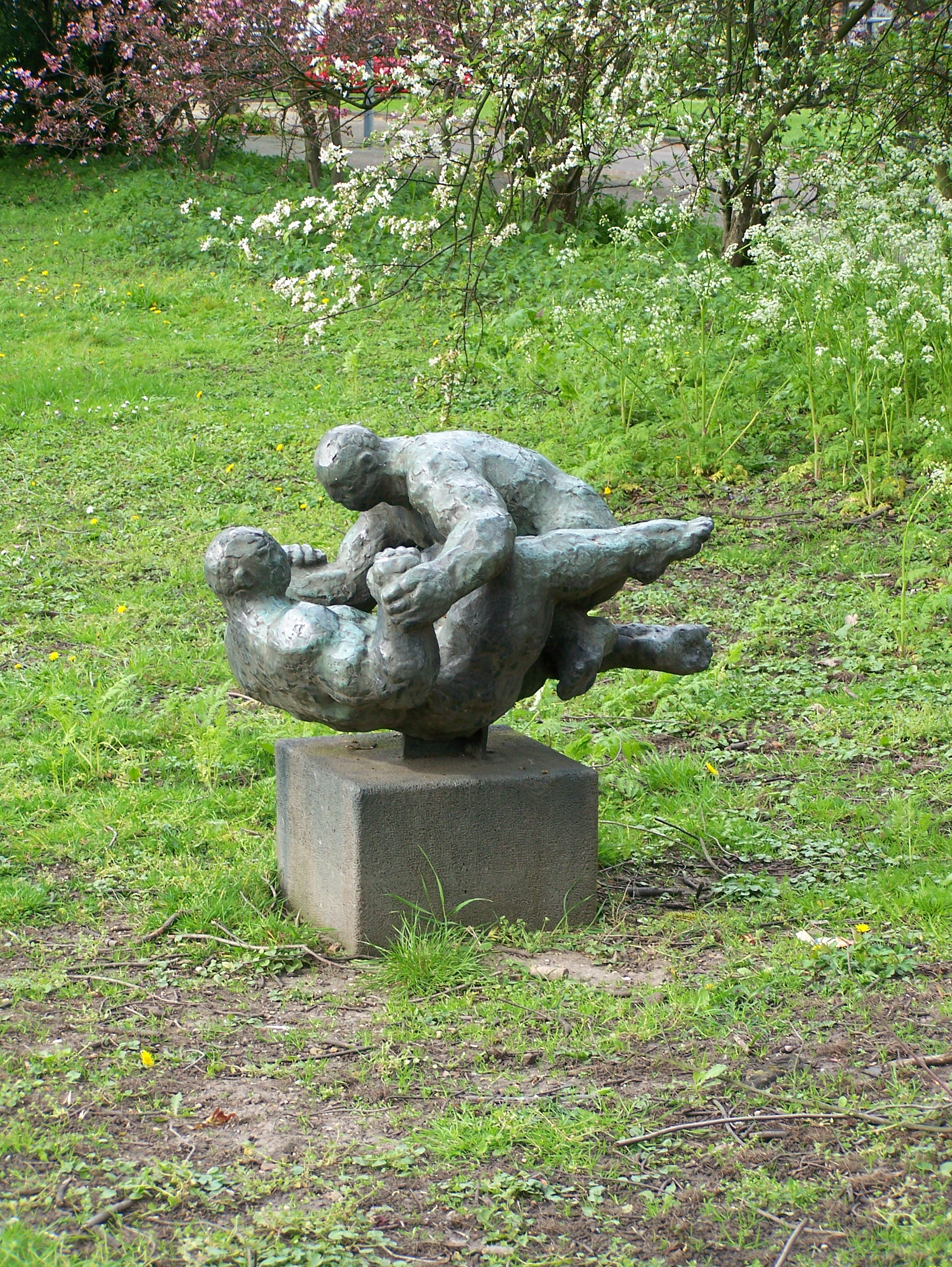
Worstelaars (1959), Utrecht
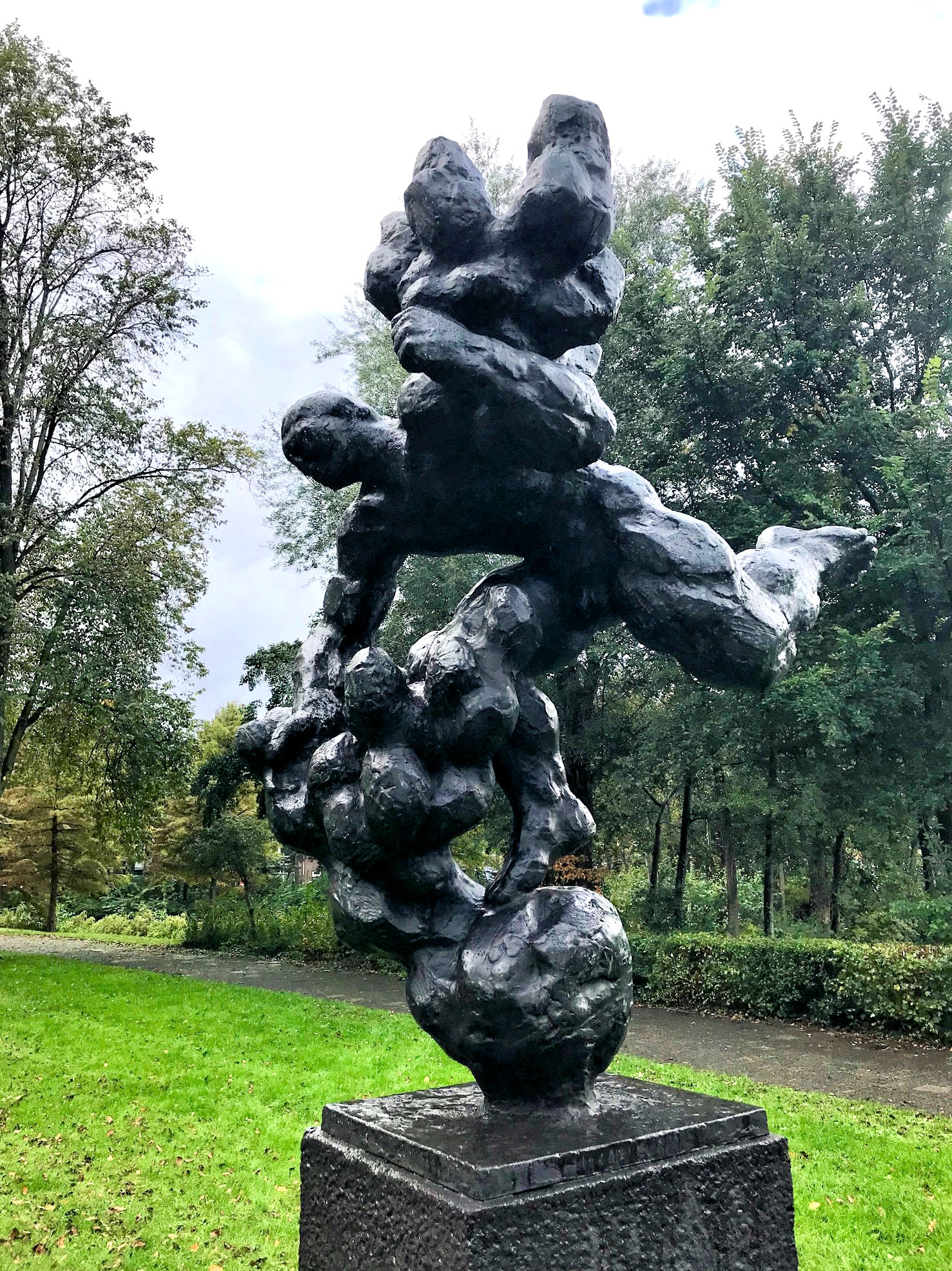
Prometheus (1964), Beverwijk
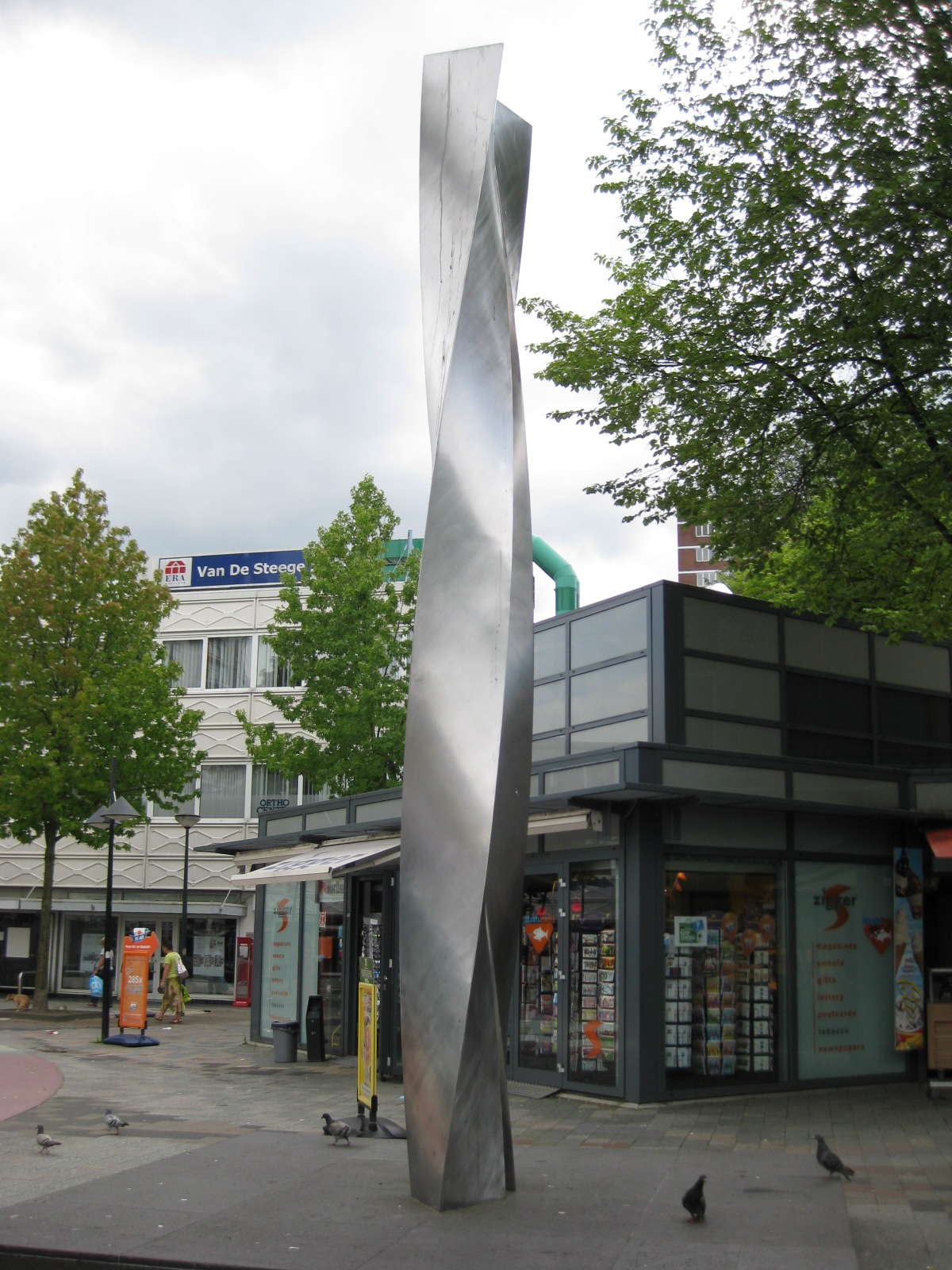
Staalplastiek (1971), Amsterdam-Noord
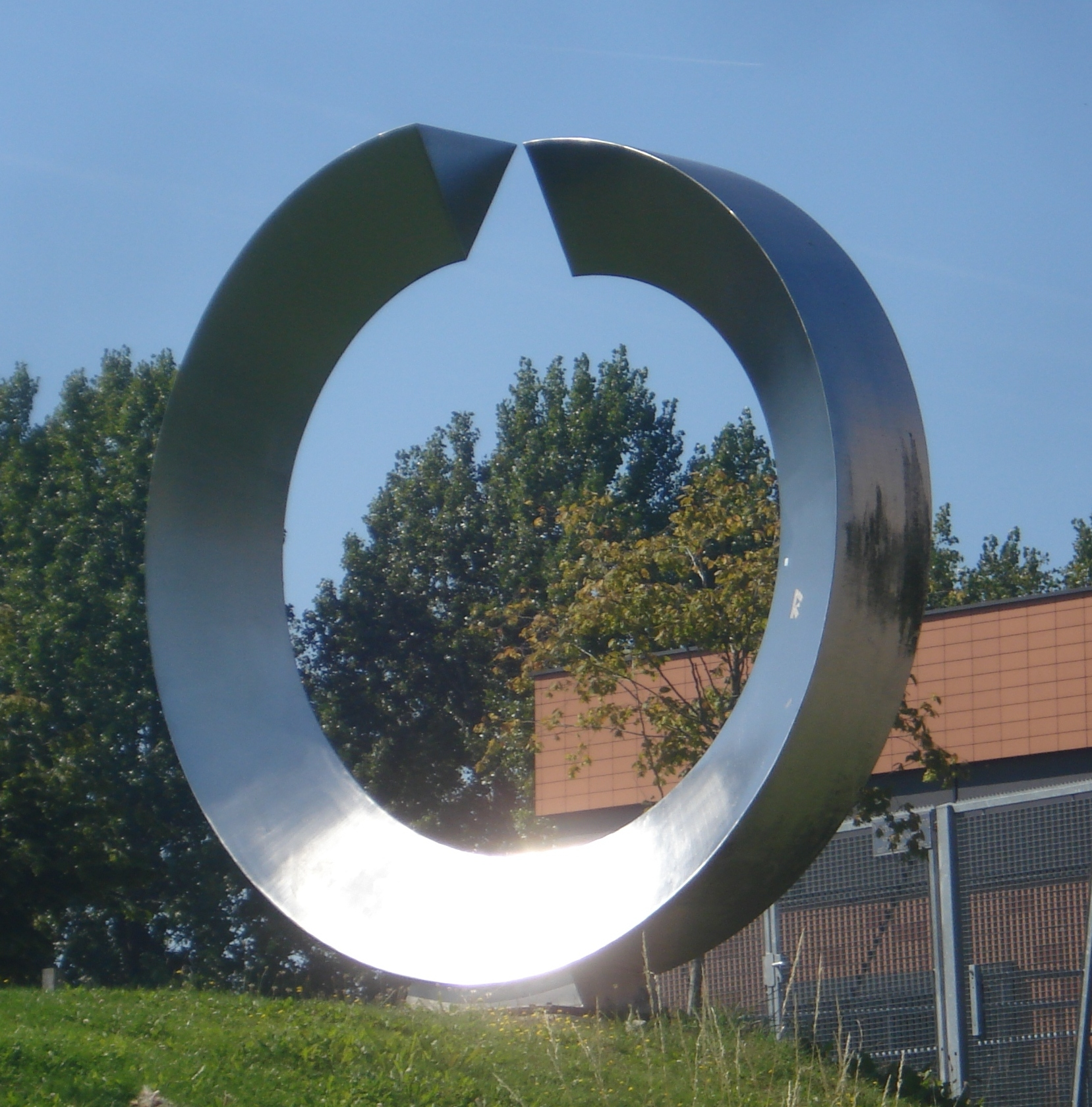
De Spoed (1972), Culemborg
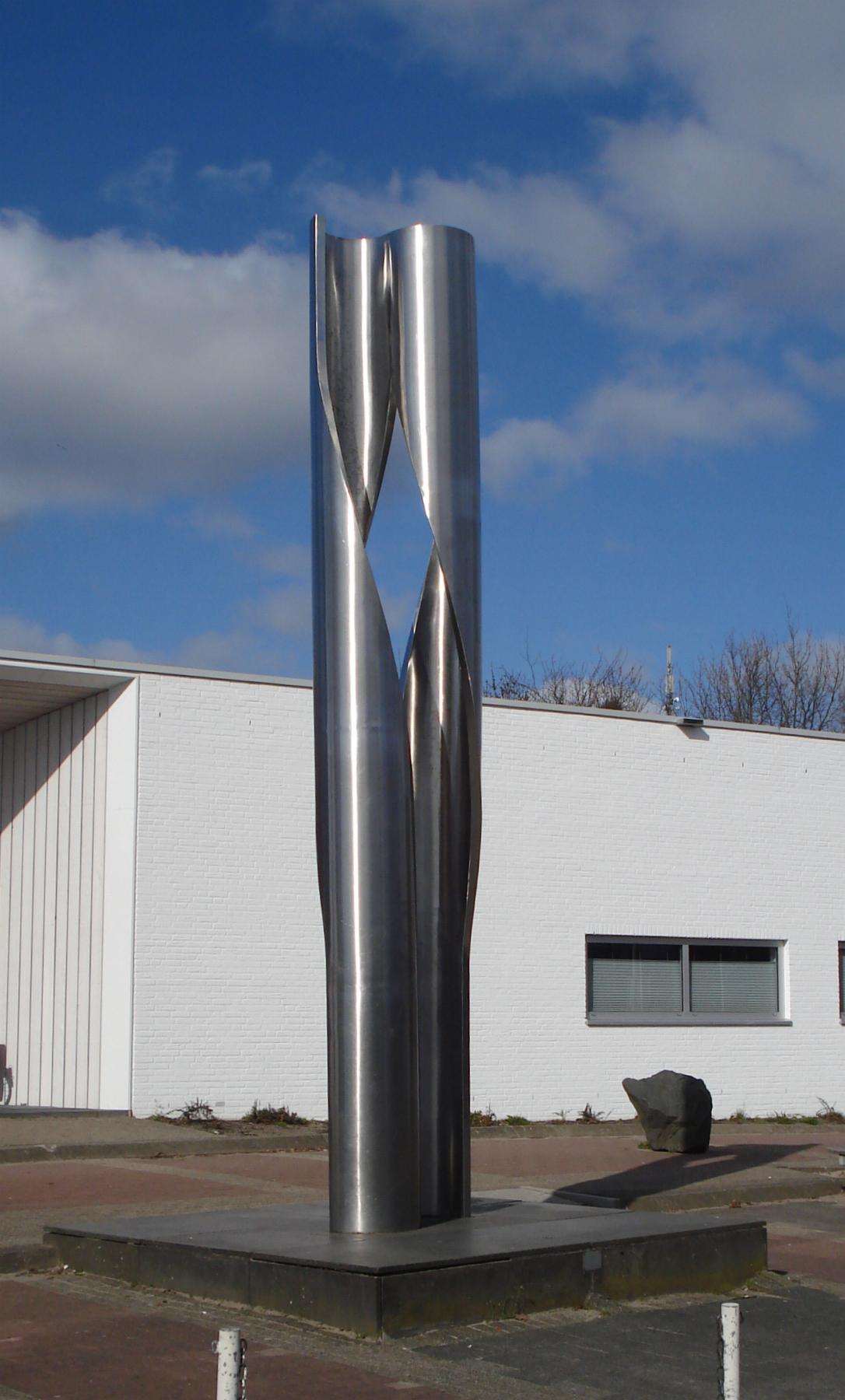
Plastiek (1979), Krimpen aan den IJssel